# Měšek I. Těšínský
Měšek I. Těšínský či Měško (polsky Mieszko cieszyński) (narozen 1252/1256, zemřel 27. srpna 1315) – od roku 1281/1282 spolu s bratrem Přemyslem vládl v Těšíně, Osvětimi a Ratiboři. Od roku 1290, po rozdělení samostatně, jako kníže těšínsko-osvětimský, spojenec (možná i lenik) Václava II. Byl zakladatelem Těšínské větve Piastovců.
V historické literatuře je psán také někdy jako Měšek III. Opolský (polsky Mieszko III Opolski).

## Život

### Za života svého otce
Byl nejstarším synem Vladislava I. Opolského a jeho ženy Eufemie Velkopolské. V historických záznamech byl poprvé zmiňován 12. října 1258, kdy spolu s otcem a dvěma bratry vydal souhlas na založení nadace pro cisterciáky v Rudě (polsky Rudy Wielkie, německy Groß Rauden).

### Kníže Ratibořský
Po smrti otce (1281/1282), a to i přesto, že byl nejstarší syn, dostal panství v Ratiboři. Sídlo otce, Opole, převzal třetí bratr Boleslav I. Měšek, jako nejstarší se sourozenců byl poručníkem nejmladšího Přemysla. Ten teprve v roce 1284 se stal knížetem. V tomto období, konkrétně mezi léty 1282 - 1288, přeložil město Fryštát na dnešní místo a založil v něm lovecký a strážní zámek Fryštátě, který se v polovině 15. století proměnil v jednu z předních Piastovských rezidencí.

### Kníže Těšínsko-osvětimský
K rozdělení knížectví na jednotlivá panství došlo v roce 1290. Přemyslav převzal Ratibořské knížectví. Měšek zůstal v Těšíně, převzal vládu nad těšínskou, osvětimskou, chrzanovskou (polsky Chrzanów) a zátorskou kastelánii. Prvně, jako těšínský kníže, je zmíněn v listině z 1. ledna 1290.
V roce 1285 Měšek podpořil vratislavského biskupa Tomáše II. Zarembu tím, že mu poskytl azyl v Ratiboři, před Jindřichem IV. Probusem.
V roce 1290 daroval rytíři Buhušovi (polsky Bogusz) 10 franckých lánů poblíž města Těšín. Tím byl dán základ k založení dnešní vesnice Bohušovice (polsky Boguszowice).
Měšek zahájil intenzivní kolonizaci území svého knížectví tak, že založil řadu osad. Dal privilegia (obchodní) městům Těšín, Osvětim (kde byl v roce 1291 založen sklad soli, které pocházela z Solného dolu Wieliczka), Bílsku a Fryštátu. 10. listopadu 1292 dal městské práva Zátoru.

### Boj o královský trůn
Měšek nepodpořil kandidáty (Jindřicha IV. Probuse, Přemysla II. Velkopolského ani Vladislava I. Lokýtka). Postavil se na stranu Václava II. (tou dobou jen český král). K uzavření dohody mezi Měškem a jeho bratry Boleslavem, Kazimírem a Přemkem došlo formálně 17. února 1291 v Olomouci. Historici se dohadují, kdy Měšek složil lenní hold Václavu II., resp. zda to bylo v únoru 1291, nebo až 11. srpna 1292, kdy se Václav II. stal polským králem.
Měšek se neúčastnil válečné výpravy Václava II. do Krakova v roce 1291, rovněž ani v dalším roce, kdy Václav II. bojoval proti Vladislavu I. Lokýtkovi, kdy Vladislav I. bitvu prohrál a složil lenní hold Václavu II. v Sieradzi (polsky Sieradz). Měšek však Václavu II. poskytl své vojsko.
V roce 1300 se účastnil korunovace Václava II. v Hnězdně (polsky Gniezno) na polského krále. Politika spolupráce s českými Přemyslovci pokračovala i po smrti Václava II. Jeho syn Václav III. se 5. října 1305 oženil s dcerou Měška, Violou Alžbětou Těšínskou. Díky tomu sňatku získal velký vliv v českém království. Historici spekulují, že to mohl být ze strany Měška promyšlený tah, díky kterému by získal polskou korunu. Dobře naplánovanou kariéru mu však překazilo zabití (královražda) Václava III. v Olomouci 4. srpna 1306. Český král po sobě nezanechal žádné potomky, tím tato linie vymřela po meči. Tím Měšek svůj vliv ztratil.
Po roce 1306 se jeho vliv zcela vytratil. Ve věku 50 let předal vládu svým synům – Vladislavovi I. a Kazimíru I. Po úpadku českého království byl jeho jediný politický akt předání državy města Kenty (polsky Kęty) krakovskému biskupovi Jan Muskatovi (polsky Jan Muskata), protivníkovi Vladislava I. Lokýtka v Malopolsku.
Nepodpořil, oproti jeho bratrovi Boleslavovi, vzpouru starosty Krakova jistého Alberta (polsky Bunt wójta Alberta) v roce 1311.

### Podpora církve
Měšek byl štědrým podporovatelem (sponzor) církve. Díky jeho podpoře byl dokončen klášter dominikánů v Těšíně (krátce po roce 1283). Finančně podporoval klášter norbertánek v Černovousech (polsky Czarnowąsy, Opolské vojvodství) a klášter dominkánů v Těšíně.

## Manželství
Ještě za života svého otce se oženil s blíže neznámou kněžnou. Ovdověl nejpozději v roce 1302. Z tohoto manželství se narodili dva synové: Vladislav I. a Kazimír I., a dcera: Viola Alžběta.

## Smrt
Přesné datum smrti není známo. Podle diplomatické korespondence v knížectví se usuzuje, že zemřel v roce 1314, nebo v první polovině roku 1315, před 27. červnem.
Podle Kazimíra Jasinského (polsky Kazimierz Jasiński): „Tato domněnka je zcela logická.“

## Vývod z předků
|                   |                      |  |                  |                    |  |  |  |  |  |  |  | Vladislav II. Vyhnanec |
|                   |                      |  |                  |                    |  |  |  |  |  |  |  |                        |
|                   | Měšek I. Křivonohý   |  |                  |                    |  |  |  |  |  |  |  |                        |
|                   |                      |  |                  |                    |  |  |  |  |  |  |  |                        |
|                   |                      |  |                  | Anežka Babenberská |  |  |  |  |  |  |  |                        |
|                   |                      |  |                  |                    |  |  |  |  |  |  |  |                        |
|                   | Kazimír I. Opolský   |  |                  |                    |  |  |  |  |  |  |  |                        |
|                   |                      |  |                  |                    |  |  |  |  |  |  |  |                        |
|                   |                      |  |                  | Ota III. Dětleb    |  |  |  |  |  |  |  |                        |
|                   |                      |  |                  |                    |  |  |  |  |  |  |  |                        |
|                   | Ludmila              |  |                  |                    |  |  |  |  |  |  |  |                        |
|                   |                      |  |                  |                    |  |  |  |  |  |  |  |                        |
|                   |                      |  |                  | Durancie           |  |  |  |  |  |  |  |                        |
|                   |                      |  |                  |                    |  |  |  |  |  |  |  |                        |
|                   | Vladislav I. Opolský |  |                  |                    |  |  |  |  |  |  |  |                        |
|                   |                      |  |                  |                    |  |  |  |  |  |  |  |                        |
|                   |                      |  |                  |                    |  |  |  |  |  |  |  |                        |
|                   |                      |  |                  |                    |  |  |  |  |  |  |  |                        |
|                   |                      |  |                  |                    |  |  |  |  |  |  |  |                        |
|                   |                      |  |                  |                    |  |  |  |  |  |  |  |                        |
|                   |                      |  |                  |                    |  |  |  |  |  |  |  |                        |
|                   |                      |  |                  |                    |  |  |  |  |  |  |  |                        |
|                   | Viola Opolská        |  |                  |                    |  |  |  |  |  |  |  |                        |
|                   |                      |  |                  |                    |  |  |  |  |  |  |  |                        |
|                   |                      |  |                  |                    |  |  |  |  |  |  |  |                        |
|                   |                      |  |                  |                    |  |  |  |  |  |  |  |                        |
|                   |                      |  |                  |                    |  |  |  |  |  |  |  |                        |
|                   |                      |  |                  |                    |  |  |  |  |  |  |  |                        |
|                   |                      |  |                  |                    |  |  |  |  |  |  |  |                        |
|                   |                      |  |                  |                    |  |  |  |  |  |  |  |                        |
| Měšek I. Těšínský |                      |  |                  |                    |  |  |  |  |  |  |  |                        |
|                   |                      |  |                  |                    |  |  |  |  |  |  |  |                        |
|                   |                      |  | Měšek III. Starý |                    |  |  |  |  |  |  |  |                        |
|                   |                      |  |                  |                    |  |  |  |  |  |  |  |                        |
|                   | Odon Poznaňský       |  |                  |                    |  |  |  |  |  |  |  |                        |
|                   |                      |  |                  |                    |  |  |  |  |  |  |  |                        |
|                   |                      |  |                  | Alžběta Uherská    |  |  |  |  |  |  |  |                        |
|                   |                      |  |                  |                    |  |  |  |  |  |  |  |                        |
|                   | Vladislav Odonic     |  |                  |                    |  |  |  |  |  |  |  |                        |
|                   |                      |  |                  |                    |  |  |  |  |  |  |  |                        |
|                   |                      |  |                  |                    |  |  |  |  |  |  |  |                        |
|                   |                      |  |                  |                    |  |  |  |  |  |  |  |                        |
|                   | Vječeslava Haličská  |  |                  |                    |  |  |  |  |  |  |  |                        |
|                   |                      |  |                  |                    |  |  |  |  |  |  |  |                        |
|                   |                      |  |                  |                    |  |  |  |  |  |  |  |                        |
|                   |                      |  |                  |                    |  |  |  |  |  |  |  |                        |
|                   | Eufemie Velkopolská  |  |                  |                    |  |  |  |  |  |  |  |                        |
|                   |                      |  |                  |                    |  |  |  |  |  |  |  |                        |
|                   |                      |  |                  |                    |  |  |  |  |  |  |  |                        |
|                   |                      |  |                  |                    |  |  |  |  |  |  |  |                        |
|                   |                      |  |                  |                    |  |  |  |  |  |  |  |                        |
|                   |                      |  |                  |                    |  |  |  |  |  |  |  |                        |
|                   |                      |  |                  |                    |  |  |  |  |  |  |  |                        |
|                   |                      |  |                  |                    |  |  |  |  |  |  |  |                        |
|                   | Hedvika              |  |                  |                    |  |  |  |  |  |  |  |                        |
|                   |                      |  |                  |                    |  |  |  |  |  |  |  |                        |
|                   |                      |  |                  |                    |  |  |  |  |  |  |  |                        |
|                   |                      |  |                  |                    |  |  |  |  |  |  |  |                        |
|                   |                      |  |                  |                    |  |  |  |  |  |  |  |                        |
|                   |                      |  |                  |                    |  |  |  |  |  |  |  |                        |
|                   |                      |  |                  |                    |  |  |  |  |  |  |  |                        |
|                   |                      |  |                  |                    |  |  |  |  |  |  |  |                        |

## Galerie

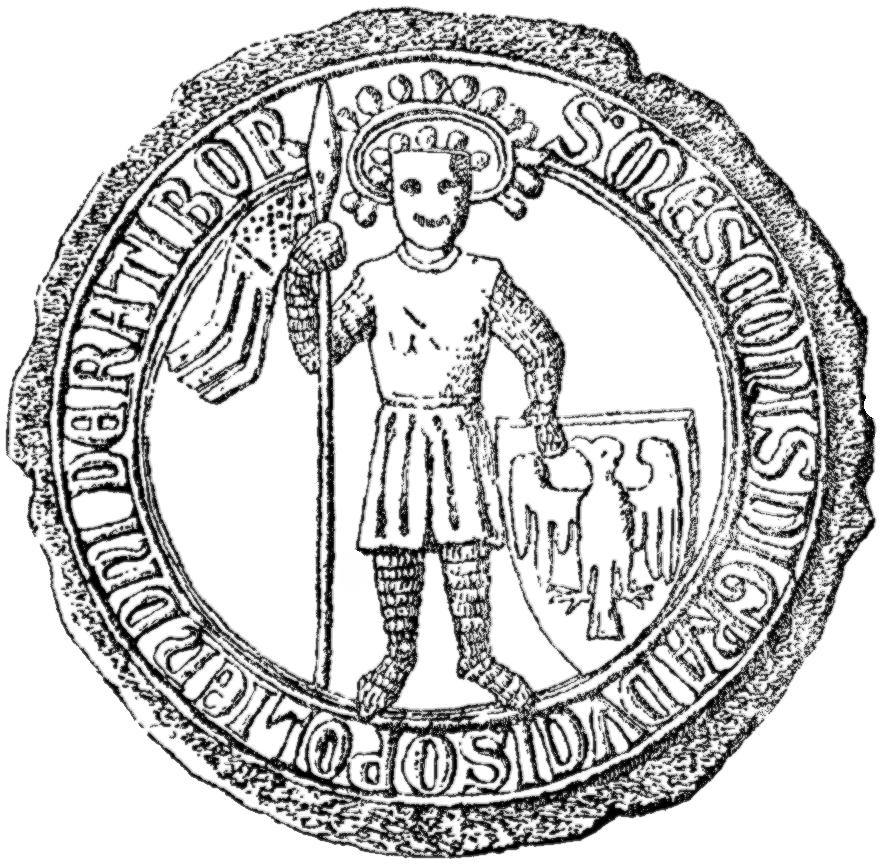
Pečeť Měška I. Těšínského
Znak Těšínského knížectví